# Myospila ateripraefemura
Myospila ateripraefemura är en tvåvingeart som beskrevs av Feng 2005. Myospila ateripraefemura ingår i släktet Myospila och familjen husflugor. Inga underarter finns listade i Catalogue of Life.